# 安娜·波赫亚宁
安娜·波赫亚宁（芬蘭語：Anna Pohjanen，1974年1月25日—），瑞典女子足球运动员。她曾代表瑞典国家队参加1995年国际足联女子世界杯和1996年夏季奥林匹克运动会，均未进入前三。